# Ali Asghar ibn Husayn
Abdullah Ali al-Asghar Ibn Husayn (9 de Rayab, 60 de la Hégira - 10 de Muharram, del año 61 de la Hégira (10 de octubre de 680)) fue el hijo menor de Husayn ibn Ali (nieto del profeta islámico Mahoma y tercer Imán de los chiitas) y Rubab (hija de un jeque de la tribu Imra al-Qays). Es honrado por los chiitas como la persona más joven en morir en la batalla de Kerbala, en el Día de Ashura. Abdullah ibn Al-Husain fue muerto cuando aún era un bebé junto con su padre. Lo mató una flecha mientras estaba en brazos de su padre. Era llamado también Ali Al-Ásghar (el menor).

## Vida
Abdullah "Ali al-Asghar" ("Ali el Joven") Ibn Husáyn nació en Medina el día décimo de Rayab, en el año 60 de la Hégira, y fue uno de los tres hijos de Husayn ibn Ali. Los otros dos eran el Imán Zaynul Abidin (el cuarto Imán de los chiitas), y Ali Akbar Ibn Husáyn, que también murió en la batalla de Kerbala. Sus hermanas era Sakínah bint Husayn, Ruqayah bint Husayn y Fátima bint Husayn.

## Martirio
Según el libro La Epopeya de Ashura, uno de los trágicos acontecimientos que hubo de sufrir con gran pesar la familia del Profeta fue el martirio del hijito de seis meses del noble Señor de los Mártires. Cuando la mayoría de los compañeros de Husain Ibn Ali habían sacrificado su vida por él, se oyó un fuerte grito.
Cuando el Imam Huseyn, mientras la mayoría de los compañeros de Husáin Ibn Ali se habían sacrificado, fue a despedirse de Umm Kulthum y le dijo: 
 “¡Hermana mía! Te pido que cuides de este bebe lactante mío que no tiene ni seis meses de vida”. 
Su hermana le respondió: 
 “¡Hermano! Este bebé lleva tres días y tres noches sin tomar leche y está sediento. Si te es posible consigue un poco de agua para él”. 
Imam Huseyn puso al bebé en su pecho y fue ante el ejército enemigo. Cuando llegó frente a ellos dijo:
 “¡Oh gentes! ¡Habéis matado a mis hermanos, a mis hijos y a mis ayudantes. No me queda nadie más que este niño y tiene sus labios pegados por la sed sin tener culpa alguna. Dadle un poco de agua. Si no tenéis misericordia conmigo tenedla con este bebé de seis meses ¡Oh gentes! Su madre se ha quedado sin leche en los pechos”. 
Todavía no había terminado de hablar Husáyn cuando una flecha atravesó la garganta del bebé. En los relatos sobre la matanza de Kerbala se puede leer:
 “Fue degollado el bebé de una oreja a la otra” o “le cortaron todas las venas del cuello”. 
 Sibt ibn Yúzí, transmitió a los sabios de la sunna:
 “La cabeza del bebé que Husáyn ibn Ali tenía en sus brazos fue separada del cuerpo”. 
Recogió en la palma de su mano la sangre que manaba del cuello seccionado de su bebé de seis meses y la lanzó hacia el cielo diciendo:
 “¡Oh Dios! ¡Se testigo de lo que han hecho estos hombres! ¡Han jurado que no dejarán vivo a ningún descendiente de la familia del Profeta!” 

## Reverencia después de su muerte

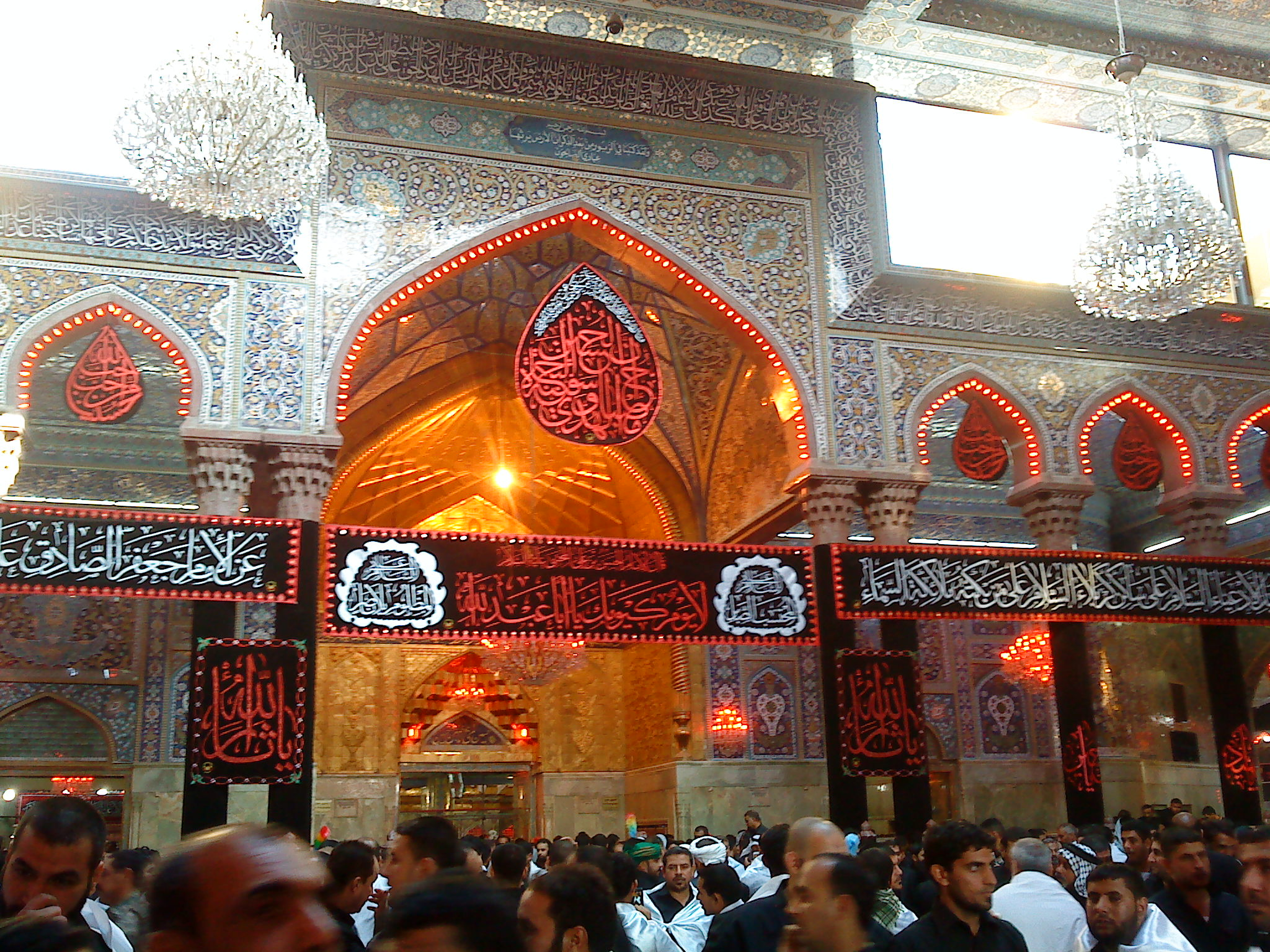
El santuario del Imán Husayn (p).

Ali al-Ásghar está enterrado junto a su hermano Ali al-Akbar con Husayn en Kerbala, Irak, que es el santuario chií más visitado en el mundo. En las ceremonias y conmemoraciones de Muharram, Ali al-Asghar es representado como un inocente bebé que sufre sed insoportable.

## El Día Mundial de Ali Al-Ásghar
En 2003, la primera ceremonia se celebró en Teherán. Después otras ciudades de Irán y otros países organizaron la ceremonia en el primer viernes de Muharram.
Coincidiendo con el primer viernes del mes de Muharram, la XIII edición de la Reunión de los bebés Huseiníes se celebró en 3000 lugares de todo mundo.
Este homenaje del día internacional de Ali Asghar, se realiza cada año en Irán desde 2003 y en 40 países del mundo, asimismo de EE. UU., la India, Uganda, Camerún, Alemania, Chile, Francia, Argentina, Colombia, Bélgica, Holanda y Australia, entre ellos.
Los objetivos de la organización de la ceremonia son: La divulgación del mensaje del Imán Husayn y su hijo Ali Asghar, dar a conocer el movimiento de Ashura y su mensaje, es decir, la conformación de la sociedad del Profeta del Islam, ordenar el bien y prohibir el mal, la lucha contra la tiranía y la afirmación del derecho al califato para los Imanes.
Durante los primeros once años desde que se celebra este festival, se han abierto más de dos mil páginas web al respecto en diferentes lenguas y más de 50 cadenas de televisión islámicas y no islámicas informaron sobre este evento.
- 2003: Teherán (el primer año)
- 2004: Teherán, Mashhad, Ghom, Karbala, Nayaf, Baréin
- 2005: 54 ciudades de Irán y 21 ciudades a bordo
- 2006: 112 ciudades de Irán y 30 ciudades a bordo
- 2007: 213 ciudades de Irán y 43 ciudades a bordo
- 2008: 400 ciudades de Irán y 59 ciudades a bordo
- 2009: 550 ciudades de Irán y 70 ciudades a bordo
- 2010: 970 puntos de Irán y 87 ciudades a bordo
- 2011: 1550 puntos de Irán y 110 ciudades en los cinco continentes
- 2011: 2000 puntos de Irán y 220 ciudades en los cinco continentes
- 2012: 2050 puntos de Irán y 222 ciudades en los cinco continentes
- 2013: 2075 puntos de Irán y 225 ciudades en los cinco continentes
- 2014: 2500 puntos de Irán y 230 ciudades en los cinco continentes
- 2015: 3100 puntos de Irán y 240 ciudades en los cinco continentes